# Kvark b
Kvark b (tudi kvark dno ali lepota) (oznaka {\displaystyle b\,}) je eden izmed osnovnih delcev, ki pripada družini kvarkov (tretji generaciji). Ima električni naboj enak -1/3 in maso okoli 4 GeV/c2. Prištevamo ga med fermione s spinom 1/2. Njegov antidelec je antikvark b (ima naboj +1/3). Podobno kot drugi kvarki, nosi enega izmed treh barvnih nabojev. 
Primera hadronov s kvarkom b sta 
- mezon B
- mezon Υ

## Zgodovina
Kvark b sta teoretično predvidevala v letu 1973 japonska fizika Makoto Kobajaši in Tošihide Maskava, da bi pojasnila kršitev simetrije CP.
Ime dno je uvedel izraelski fizik Haim Harari (rojen 1940).
Kvark b je bil odkrit leta 1977 v Fermilabu pod vodstvom fizika Leona Maxa Ledermana.